# جرم در نسبیت عام
مفهوم جرم در نسبیت عام از مفهوم جرم در نسبیت خاص پیچیده‌تر است. در واقع، نسبیت عام تعریف یکتایی برای جرم ارائه نمی‌کند، بلکه تعاریف متعدد متفاوتی ارائه می‌کند که قابل استفاده در شرایط متفاوت هستند. تحت برخی شرایط در نسبیت عام حتی ممکن است جرم سیستم تعریف نشده باشد.

## بررسی جرم در نسبیت خاص
در نسبیت خاص، جرم نامتغیر یا جرم باقی‌مانده (که از این پس برای سادگی به آن «جرم» می‌گوییم) یک سیستم ایزوله را می‌توان از نظر انرژی و تکانه سیستم توسط معادله انرژی و حرکت نسبی تعریف کرد:
{\displaystyle m={\frac {\sqrt {E^{2}-\left(pc\right)^{2}}}{c^{2}}},}
که E کل انرژی سیستم است، p حرکت کلی سیستم و c سرعت نور است. به‌طور خلاصه، در واحدهای بنیادی که c = ۱ است، جرم یک سیستم با نسبیت خاص، هنجار چهاربردار انرژی-حرکت آن است.

## تعریف جرم در نسبیت عام: مفاهیم و مشکلات
تعمیم این تعریف به نسبیت عام اما مسئله ساز است. در حقیقت، پیدا کردن یک تعریف کلی برای کل جرم (یا انرژی) سیستم غیرممکن است. دلیل اصلی این امر این است که «انرژی میدان گرانشی» بخشی از تانسور انرژی-تکانه نیست. در عوض، آنچه ممکن است به عنوان سهم میدان گرانشی در یک انرژی کل شناخته شود، بخشی از تانسور اینشتین در طرف دیگر معادله اینشتین است (و به همین ترتیب، نتیجه غیر خطی بودن این معادلات). در حالی که در شرایط خاص می‌توان معادلات را دوباره نوشت، به طوری که بخشی از «انرژی گرانشی» اکنون در کنار اصطلاحات منبع دیگر به صورت شبه حسگر تنش-انرژی-تکانه قرار دارد، اما این جداسازی برای همه مشاهده کنندگان درست نیست هیچ تعریف کلی برای بدست آوردن آن وجود ندارد.
بنابراین، چگونه می‌توان یک مفهوم را به عنوان جرم کل سیستم — که به راحتی در مکانیک کلاسیک تعریف می‌شود — تعریف کرد؟ همان‌طور که مشخص شد، حداقل برای زمانهای فضایی که به‌طور مجانبی مسطح هستند (تقریباً بیانگر برخی از سیستمهای گرانشی جدا شده در فضای نامحدود خالی و بدون گرانش است)، تقسیم ADM 3 + 1 منجر به راه حلی می‌شود: مانند مکانیک همیلتونی معمول، جهت زمانی مورد استفاده در آن تقسیم دارای یک انرژی مرتبط است، که می‌تواند برای تولید مقدار جهانی شناخته شده به عنوان جرم ADM (یا معادل آن، انرژی ADM) ادغام شود. متناوباً، امکان تعریف جرم برای یک زمان-زمان ثابت وجود دارد، به عبارت دیگر، جسمی که دارای یک میدان بردار کشتار مانند زمان است (که، به عنوان یک میدان تولیدکننده زمان، به‌طور متعارف به انرژی متصل می‌شود). نتیجه به اصطلاح جرم کمار است اگرچه کاملاً متفاوت تعریف شده‌است، اما می‌توان آن را معادل جرم ADM برای زمان‌های ثابت ثابت نشان داد. تعریف انتگرال کومار را می‌توان به زمینه‌های غیر ثابت نیز تقسیم کرد که حداقل تقارن ترجمه زمان مجانبی برای آنها وجود دارد. با ایجاد یک شرایط سنج خاص، می‌توان انرژی Bondi را در بی‌نهایت پوچ تعریف کرد. به نوعی، انرژی ADM تمام انرژی موجود در فضا زمان را اندازه‌گیری می‌کند، در حالی که انرژی بوندی آن قسمتهایی را که توسط امواج گرانشی تا بی‌نهایت منتقل می‌شوند، از مطالعه خارج می‌کند. تلاش زیادی برای اثبات قضیه‌های مثبت گرایی برای توده‌هایی که به تازگی تعریف شده‌اند، صرف شده‌است، به این دلیل که مثبت بودن یا حداقل وجود یک حد پایین، با مسئله اساسی‌ترین محدودیت از پایین ارتباط دارد: اگر حد پایینی برای انرژی، پس هیچ سیستم جداگانه ای کاملاً پایدار نخواهد بود. همیشه احتمال فروپاشی به حالت با انرژی کل حتی پایین‌تر وجود دارد. انواع مختلفی از اثبات اینکه هم توده ADM و هم توده Bondi واقعاً مثبت هستند، وجود دارد. به‌طور خاص، این بدان معنی است که فضای مینکوفسکی (که هر دو برای آن صفر هستند) در واقع پایدار است. در حالی که در اینجا تمرکز بر روی انرژی بوده‌است، اما تعاریف آنالوگ برای حرکت جهانی وجود دارد. با توجه به زمینه ای از بردارهای کشتار زاویه ای و پیروی از تکنیک کومار، می‌توان حرکت زاویه ای جهانی را نیز تعریف کرد.
عیب تمام تعاریفی که تاکنون ذکر شد این است که آنها فقط در بی‌نهایت (صفر یا مکانی) تعریف می‌شوند. از دهه ۱۹۷۰، فیزیکدانان و ریاضیدانان در تلاش بلندپروازانه تر برای تعیین مقادیر شبه محلی مناسب، مانند جرم یک سیستم جدا شده که فقط با استفاده از مقادیر تعریف شده در یک منطقه محدود از فضای حاوی آن سیستم تعریف شده‌است، کار می‌کنند. با این حال، در حالی که انواع مختلفی از تعریف ارائه می‌شود مانند انرژی هاوکینگ، انرژی جروچ یا انرژی شبه محلی شبه محلی راجر پنروز بر اساس روش‌های نظریه توئیستر، این زمینه هنوز در جریان است. سرانجام، امید به استفاده از یک توده شبه محلی تعریف شده مناسب برای ارائه فرمول دقیق تری از حدس حلقه، اثبات به اصطلاح نابرابری پنروز برای سیاهچاله‌ها (ارتباط جرم سیاهچاله به ناحیه افق) و یافتن شبه نسخه محلی قوانین مکانیک سیاهچاله.

## انواع جرم در نسبیت عام

### جرم کمار در فضازمان‌های ساکن
در یک تعریف غیرتخصصی از فضازمان ساکن، می‌توان آن را فضازمانی دانست که در آن هیچ‌یک از ضرایب متریک {\displaystyle g_{\mu \nu }\,} تابعی از زمان نباشند. متریک شوارتزشیلد یک سیاهچاله و متریک کر یک سیاهچاله چرخان نموهایی از فضازمان‌های ساکن هستند.
بنا بر تعریف، یک فضازمان ساکن تقارن انتقالی در زمان را نمایش می‌دهد که در زبان تخصصی یک بردار کیلینگ خوانده می‌شود. از آنجا که سیستم دارای تقارن انتقالی در زمان است، قضیه نوتر تضمین می‌کند که انرژی آن پایسته است. چون یک سیستم ساکن یک چارچوب لخت تعریف شده نیز دارد که در آن تکانه را می‌توان برابر با صفر در نظر گرفت، با تعریف انرژی سیستم می‌توانیم جرم آن را نیز تعریف کنیم. در نسبیت عام این جرم، جرم کُمار سیستم نامیده می‌شود. جرم کمار را تنها می‌توان برای سیستم‌های ساکن تعریف نمود.
جرم کمار را می‌توان با استفاده از یک انتگرال شار نیز تعریف کرد. این روش شبیه به راهی است که قانون گاوس بار موجود در یک سطح را به صور ت نیروی الکتریکی نرمال ضرب در مساحت تعریف می‌کند، هرچند که انتگرال شار مورد استفاده در تعریف جرم کمار کمی با آنچه در تعریف میدان الکتریکی استفاده می‌شود، تفاوت دارد.

### جرم‌های ای دی ام و بوندی در فضازمانهای مجانباً تخت
اگر سیستمی شامل منابع گرانشی در یک ناحیه خلأ بی‌نهایت قرار گیرد، هندسه فضازمان به هندسه تخت مینکوفسکی نسبیت خاص میل می‌کند. چنین فضازمانهای فضازمانهای مجانباً تخت (از لحاظ مجانبی تخت) نامیده می‌شوند.
برای سیستمی که در آن فضازمان تخت مجانبی است، انرژی ای دی ام و بوندی، تکانه و جرم را می‌توان تعریف نمود. بر مبنای قضیه نوتر انرژی، تکانه و جرم ای دی ام توسط تقارن‌های مجانبی در بی‌نهایت فضایی تعریف می‌شوند و انرژی، تکانه و جرم بوندی توسط تقارن‌های مجانبی در بی‌نهایت پوچ تعریف می‌شود. توجه داشته باشید که جرم به صورت طول چاربردار انرژی-تکانه محاسبه می‌شود که می‌توان آن را به عنوان انرژی و تکانه سیستم در بی‌نهایت تعبیر نمود.